# О’Кейн, Деннис
Деннис О’Кейн  (англ. Dennis O'Kane, 1818 — 4 июля 1863) — американский военный ирландского происхождения, полковник федеральной армии в годы Гражданской войны в США. Командовал 69-м Пенсильванским пехотным полком «Филадельфийской бригады», участвовавший в обороне Кладбищенского хребта под Геттисбергом и в отражении «атаки Пикетта». О’Кейн был ранен во время этой атаки и умер на следующий день.

## Ранние годы
О’Кейн родился в Ирландии в графстве Лондондерри в 1818 году. Он со всей семьёй переехал в Америку и некоторое время держал трактир в Филадельфии, а также служил во 2-м Пенсильванском полку ополчения штата.

## Гражданская война
Когда началась Гражданская война, О’Кейн помогал набирать 24-й Пенсильванский полк (90-дневное ополчение), ядром которого стал 2-й Пенсильванский полк ополчения штата. 1 мая 1861 года он стал майором этого полка и служил в Мериленде, а затем в Вирджинии до истечения срока службы в июле. В августе вместе с другими членами своего бывшего полка он записался на новый срок службы, и 19 августа стал подполковником подразделения, которое превратилось в 69-й Пенсильванский пехотный полк. Полк состоял в основном из ирландцев, которые изобразили ирландскую арфу на своем флаге. Командиром полка стал полковник Джошуа Оуэн.
69-й Пенсильванский впоследствии был сведён с другиим пенсильванскими полками (71-м, 72-м и 106-м) в бригаду, которая стала известна, как «Филадельфийская бригада». О’Кейн участвовал в кампании на полуострове, в Северовирджинской кампании, и в сражении при Энтитеме, где его полк понёс большие потери. Полковник Оуэн принял временное командование бригадой, сдав полк О’Кейну.
В октябре полк стоял в Харперс-Ферри. В это время произошёл конфликт О’Кейна с полковником Оуэном. Полковник, будучи предположительно пьян, позволил себе грубые высказывания в адрес О’Кейна и его семьи (жены и дочери). О’Кейн сбросил его с коня. Военный трибунал признал вину Оуэна и отстранил его от командования. Впоследствии его восстановили в должности бригадного генерала за прошлые заслуги.
1 декабря 1862 года О’Кейн возглавил полк и уже 14 декабря командовал им в сражении при Фредериксберге. 69-му Пенсильванскому пришлось участвовать в атаке дивизии Ховарда на высоты Мари, которая была отбита, но потери в дивизии были не очень велики (полк потерял 51 человека). Бригадный командир Джошуа Оуэн отметил «ценное содействие» О’Кейна в своем рапорте.
Весной 1863 года во время сражения при Чанселорсвилле, полк О’Кейна находился в резерве и не участвовал в боевых действиях.
Перед сражением при Геттисберге полк О’Кейна насчитывал 258 человек. 2 июля позиция дивизии Гиббона была атакована джорджианской бригадой Эмброуза Райта. Джорджианцам удалось прорваться за Эммитсбергскую дорогу левее позиции полка О’Кейна и захватить орудия батареи Брауна, но контратака 69-го Пенсильванского при поддержке других полков заставила их отступить. Полк потерял 11 человек убитыми и 17 ранеными. О’Кейн получил приказ усилить свою позицию укреплениями, но не стал его выполнять: он не хотел заставлять работать своих уставших людей или же полагал, что укрепления понижают боевой дух обороняющихся.
3 июля, во время атаки Пикетта, полк О’Кейна оказался на пути наступления дивизии Пикетта. Бригаде Кемпера удалось прорваться левее позиции полка, а бригаде Армистеда удалось прорваться правее, на участке отступивших рот 71-го Пенсильванского. 69-й Пенсильванский удержал свою позицию, но полковник О’Кейн был тяжело ранен в этом бою и скончался на следующее утро.

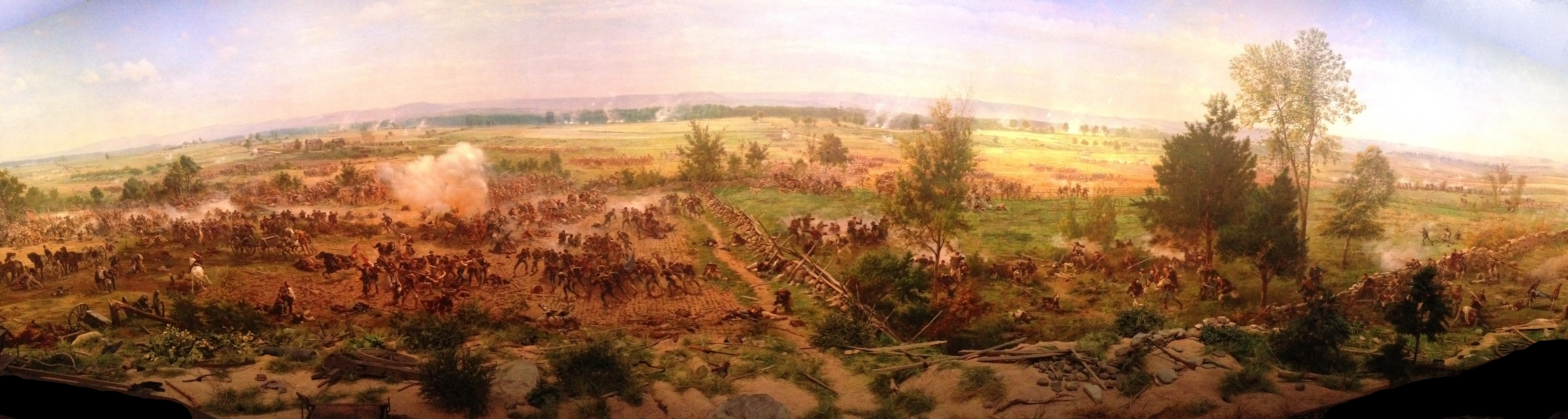
Геттисбергская циклорама (фрагмент).

На геттисбергской циклораме художника Пола Филиппото, изображающей прорыв дивизии Пикетта к позициям 69-го Пенсильванского полка, присутствует убегающий конь О’Кейна. Чарльз Кобин, читавший лекции о циклораме с 1918 по 1942 год, рассказывал, что под О’Кейном было убито четыре лошади, и он взял пятую из упряжи орудия. Когда полковник был убит, лошадь умчалась в тыл, при этом убив несколько человек. Кобину довелось разговаривать с человеком, который был ослеплен при взрыве снарядного ящика. Тот рассказал, что последнее, что он видел в жизни — это взрыв ящика и лошадь О’Кейна, убегающая в тыл.